# Blankensee (Vorpommern)
 Ikke at forveksle med Blankenese.
Blankensee er en by og kommune i det nordøstlige Tyskland, beliggende i Amt Löcknitz-Penkun i den sydøstlige del af Landkreis Vorpommern-Greifswald. Landkreis Vorpommern-Greifswald ligger i delstaten Mecklenburg-Vorpommern.

## Geografi
Kommunen Blankensee er beliggende ved sydenden af Ueckermünder Heide ved grænsen til Polen mod øst. Landsbyen Pampow blev indlemmet i kommunen i 2004. I området er landbrug det fremherskende erhverv, og der er vildtrige skove.
I kommunen ligger ud over Blankensee, landsbyerne Pampow og Freienstein.
Søen Obersee nær byen, bliver brugt som badesø. Naturschutzgebiet Gottesheide mit Schlosssee und Lenzener See med Slotssøen er beliggende i den nordlige del af kommunen ved grænsen til Polen, hvor en del af søen også ligger.

## Eksterne kilder og henvisninger
- Wikimedia Commons har flere filer relateret til Blankensee (Vorpommern)
- Byens side på amtets websted
- Befolkningsstatistik (Webside ikke længere tilgængelig)